# Serrasalmus eigenmanni
Serrasalmus eigenmanni är en fiskart som beskrevs av Norman 1929. Serrasalmus eigenmanni ingår i släktet Serrasalmus och familjen Characidae. Inga underarter finns listade i Catalogue of Life.